# Liber AL vel Legis

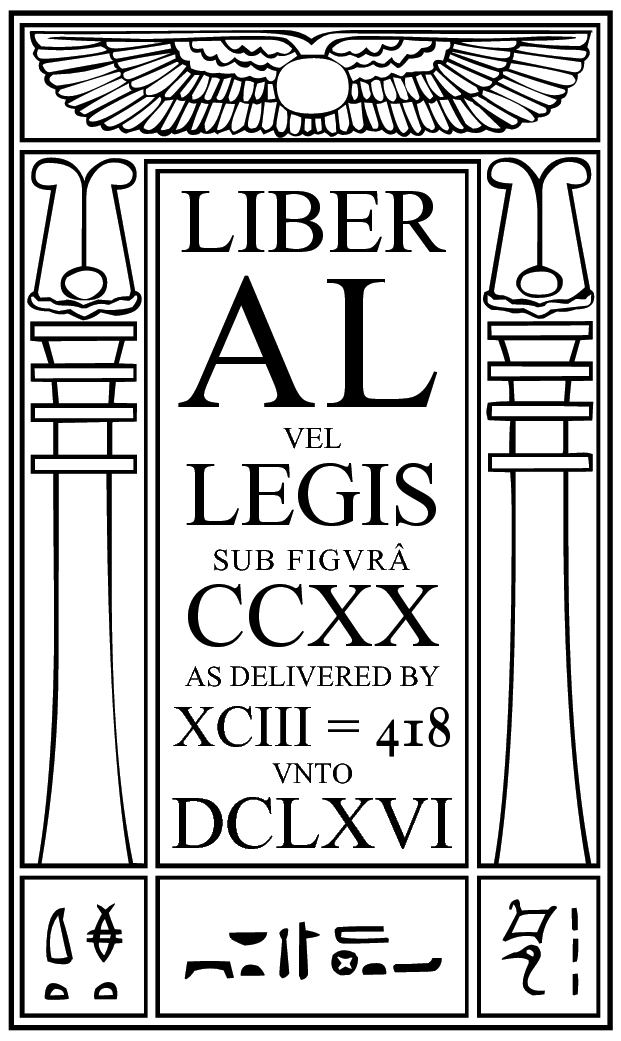
Titelblatt der O.T.O.-Ausgabe

Das Liber AL vel Legis oder Book of the Law („Buch des Gesetzes“; ursprünglich Liber L vel Legis, auch Liber Legis oder Liber 220), mit vollem Titel Liber AL vel Legis sub Figura CCXX, delivered by XCIII = 418 unto DCLXVI ist eine 1909 in London erschienene esoterische Schrift des britischen Okkultisten Aleister Crowley.
Das Liber AL vel Legis ist der zentrale Text der von Crowley begründeten Thelema-Bewegung, gilt als die einflussreichste Schrift der westlichen Esoterik im 20. Jahrhundert und wird auch in anderen esoterischen Strömungen als bedeutender Text anerkannt.

## Textentstehung

Stilisierte Abbildung der Stele der Offenbarung

Im Frühjahr 1904 war Crowley mit seiner Frau Rose, geborene Kelly, auf der Rückreise, nachdem sie die geplante Hochzeitsreise in den Fernen Osten auf Ceylon abgebrochen hatten, da Rose schwanger geworden war. Das Paar machte Station in Kairo, wo Crowley seine junge Frau mit der Beschwörung von Elementargeistern zu beeindrucken suchte. Zu diesem Zweck hatte er eines der von ihnen bewohnten Hotelzimmer als Tempel eingerichtet. Rose sah keine Sylphen, fiel aber in eine Trance und murmelte „Sie erwarten dich.“ Crowley maß dem zunächst keine Bedeutung bei und schrieb es der Schwangerschaft oder dem Alkohol zu. Die Äußerungen wiederholten sich jedoch in den folgenden Tagen und schließlich sagte Rose, dass der Wartende der ägyptische Gott Horus sei. Crowley überprüfte das, indem er Rose in Hinsicht auf die esoterischen Entsprechungen des Gottes (Farbe, Planet, Attribute etc.) examinierte. Zu seiner Überraschung gab Rose durchweg richtige Antworten, was Crowley nun meinte, nicht mehr für Zufall halten zu können.

„On some day before March 23rd, Ouarda identified the particular god with whom she was in communication from a stele in the Boulak Museum, which we had never visited. It is not the ordinary form of Horus but Ra-Hoor-Khuit. I was no doubt very much struck by the coincidence that the exhibit, a quite obscure and undistinguished stele, bore the catalogue number 666. But I dismissed it as an obvious coincidence.“

„An einem Tag vor dem 23. März identifizierte Ouarda [= Rose Crowley] jenen Gott, mit dem sie in Kontakt stand, anhand einer Stéle im Boulak-Museum, das wir zuvor nie besucht hatten. Es handelt sich nicht um die übliche Form von Horus, sondern um Ra-Hoor-Khuit. Ich war ohne Zweifel sehr betroffen durch die Übereinstimmung, dass das Ausstellungsstück, eine ziemlich obskure und unbedeutende Stéle, die Katalognummer 666 trug. Aber ich hielt das für einen offensichtlichen Zufall.“

Rose hatte also unter zahlreichen anderen Darstellungen des Horus die Stele des Anchefenchons (englisch Ankh-f-n-Khonsu) identifiziert, die in der Folge von Crowley und seinen Nachfolgern als Stélé of Revealing (Stele der Offenbarung) und seltener als Stele 666 bezeichnet wird.
Crowley führte entsprechend den Anweisungen seiner Frau erstmals am 20. März in seinem Hotelzimmer-Tempel ein Ritual für die Invokation von Horus durch, bei dem ihm der Beginn eines neuen Äons, des Äon des Horus, verkündet wurde. Am 7. April forderte Rose ihn auf, er solle sich in den kommenden drei Tagen jeweils um 12 Uhr mittags bis 1 Uhr im Tempel bereithalten, eine Offenbarung zu empfangen. Dementsprechend schrieb Crowley zwischen dem 8. und 10. April in der Stunde nach Mittag den Text des Liber L nieder, der ihm von einer schattenhaften Gestalt namens Aiwass diktiert worden war.
Die ursprüngliche Niederschrift, die in Form von als 66 Faksimileseiten als Liber 31 Eingang in den Kanon der Libri von Thelema fand (der Text des „Buchs des Gesetzes“ ist Liber 220), weist keine Verszählung und keine Aufteilung in Kapitel auf, die vermutlich den 3 Tagen der Niederschrift entsprechen. Eine Verszählung und Paginierung der Kapitelseiten fand offenbar erst nachträglich statt. Außerdem wurde einem Kommentar Crowleys zufolge auch die Interpunktion des Textes nachträglich ergänzt. Einige Auslassungen des Textes wurden später von Rose Crowley ergänzt. Ebenso ergänzt wurden an diversen Stellen Zitate aus Crowleys Paraphrase des Textes der Stele der Offenbarung.

## Manuskript und Text
Abgesehen von diesen nachträglichen Änderungen wird in der Schrift selbst festgelegt, dass es keine nachträglichen Änderungen geben soll: „My scribe Ankh-af-na-khonsu, the priest of the princes, shall not in one letter change this book“ („Mein Schreiber Ankh-af-na-khonsu, der Priester der Fürsten, soll nicht einen Buchstaben dieses Buches verändern.“ I:36). Auf die präzise Wiedergabe von Satzzeichen wird jedoch kein Wert gelegt: „The stops as thou wilt; the letters? change them not in style or value!“ („Die Satzzeichen wie du willst; die Buchstaben? ändere sie nicht in Stil oder Wert!“ II:54). Auch bei abweichenden bzw. inkonsistenten Schreibweisen und augenscheinlichen Rechtschreibfehlern bleibt unklar, ob sie vom Autor (wer immer das war) beabsichtigt sind, weshalb den modernen Ausgaben von Liber AL stets eine Reproduktion der Faksimileseiten des Manuskripts beigefügt ist.
Obwohl Crowley später einen großen Teil seiner Zeit und Energie darauf verwandte, den Inhalt des Liber AL zu ergründen, es zu kommentieren und dem Text zu seiner heutigen Geltung zu verhelfen, zeigte er sich anfangs sehr widerwillig und zögerlich, sich mit dem Text zu befassen. Er packte das Manuskript bei der Abfahrt aus Kairo in einen Koffer und verlegte es irgendwann im Lauf der folgenden Jahre. Auf der Suche nach irgendwelchen anderen Schriften auf dem Dachboden seines Hauses in Boleskine am Ufer des Loch Ness fand er es dann 1910 endlich wieder:

„Und siehe da, als ich die Suche endlich aufgegeben hatte, warf ich einen Blick in eine Höhlung auf dem Dachboden, wo Skier usw. lagen, und dort, O Heilig, Heilig, Heilig! war nicht nur alles, was ich suchte, sondern auch das Manuskript des Liber Legis!“

Er versah einige Zeit später den Umschlag des Manuskripts mit dem vorläufigen Titel Liber L vel Legis given from the mouth of Aiwass to the ear of The Beast on April 8, 9, 10, 1904 („Liber L vel Legis aus dem Mund von Aiwass gegeben zu Ohren Des Tiers am 8., 9. und 10. April 1904“) und ergänzte:

„Dies ist ein hochinteressantes Beispiel für echtes automatisches Schreiben. Obwohl ich in keiner Weise für eines dieser Dokumente verantwortlich bin, veröffentliche ich sie als Teil meiner Werke, da ich glaube, dass ihr verständiges Studium interessant und hilfreich sein kann. A.C.“

Das Zitat zeigt, dass Crowley damals noch eine ganz andere und distanziertere Auffassung vom Inhalt von Liber AL hatte und auch die Bedeutung des Inhalts anders einschätzte. In einer weiteren Ergänzung schreibt er, dass das Manuskript „im Juli 1906 in seinen Besitz kam“, was etwas unverständlich ist, wenn man nicht berücksichtigt, dass es Crowley im Juli 1906 gelang, mittels der Rituale der Abramelin-Magie in Kontakt mit seinem Heiligen Schutzengel zu kommen. Crowley hatte dementsprechend ergänzt: „D. h., dass ich ab diesem Zeitpunkt meinte, es meistern zu können.“
Das Manuskript verschwand nach Crowleys Tod erneut. Es war zusammen mit  anderen Papieren Crowleys in den Besitz Karl Germers gekommen, Crowleys Nachlassverwalter und damals Oberhaupt des O.T.O. Nach Germers Tod blieb es verschwunden, bis 1984 Tom Whitmore, der neue Besitzer von Germers Haus in Berkeley, im Keller unter diversem Gerümpel zwei Schachteln mit Papieren fand, darin in einem Umschlag das Manuskript von Liber AL. Whitmore übergab die Papiere dem O.T.O. Wie sie in den Keller in Berkeley gekommen waren, bleibt unklar.

## Publikationsgeschichte
Die erste Ausgabe erschien 1909 als Teil eines Privatdrucks von Crowley unter dem Titel ΘΕΛΗΜΑ zusammen mit mehreren anderen Schriften. Die nächste Ausgabe war ein ebenfalls nur schwer fassbarer Privatdruck, der 1925 oder 1926 in Tunis erschien. Nur 11 Exemplare sollen gedruckt worden sein. Die Fassung enthält den sogenannten Tunis Comment mit ernsten Warnungen vor der Lektüre des Textes. Die erste Veröffentlichung des Textes mit nennenswerter Auflage erfolgte 1938 durch den O.T.O. in London, nun unter dem vollen Titel The Book of the Law (technically called Liber AL vel legis sub figura CCXX as delivered by XCIII=418 to DCLXVI).
Außerdem erschien das Book of the Law zusammen mit den Schriften der Publikation von 1909 und weiteren Texten in der Reihe The Equinox unter dem Titel The Holy Books of Thelema.

## Autorschaft
Als Autor des Textes des Liber AL wird von Crowley in der Einleitung ein Geistwesen namens Aiwass benannt. In den Ausgaben werden 3 Autoren mit ihren Zahlen bzw. Initialen ausgewiesen, nämlich 93, 666 und V.V.V.V.V. Dabei ist 93 die Zahl von Aiwass, 666 steht für Crowley als To Mega Therion, das apokalyptische Tier Sechshundertsechsundsechzig und V.V.V.V.V. sind die Initialen von Vi Veri Vniversum Vivus Vici, dem Ordensnamen von Crowley als Magister Templi.
Außerdem ist die Einleitung von „O.M.“ unterschrieben, was für Ου Μη steht, einem weiteren Ordensnamen Crowleys (als Adeptus Exemptus) und schließlich ist der Kommentar am Ende des Buches (siehe Abschnitt Kommentare) unterzeichnet von Ankh-f-n-khonsu, dem englischen Namen (Anchefenchons in deutscher Transliteration) des altägyptischen Priesters, dem die Stele der Offenbarung gewidmet ist, hier aber für Crowley steht. Im Old Comment zu I:5 schreibt Crowley: „Es ist anzunehmen, dass Ankh-f-n-khonsu, der Kriegerfürst von Theben, Priester des Men Tu, auf subtile Weise entweder mit Aiwass oder dem Tier [666 = Crowley] identisch ist.“ Ankh-af-na-khonsu erscheint auch in I:36 als „Schreiber“ und ein namenloser „Schreiber und Prophet“ wird in I:53 angesprochen. Sonst erscheint Ankh-f-n-khonsu noch mehrfach in einzelnen Versen aus Crowleys freier Übertragung des Textes der Stele der Offenbarung, die er an mehreren Stellen in den Text von Liber AL eingebaut hat.

## Kommentare
Zahlreiche Stellen des Textes sind schwer oder gar nicht verständlich, und zwar nicht nur für normale Leser, sondern auch für Crowley selbst, woraus sich die Notwendigkeit einer Kommentierung ergibt. Diese Kommentierung wird bereits im Text selbst angesprochen: My scribe Ankh-af-na-khonsu, the priest of the princes, shall not in one letter change this book; but lest there be folly, he shall comment thereupon by the wisdom of Ra-Hoor-Khu-it. („Mein Schreiber Ankh-af-na-khonsu, der Priester der Prinzen, soll dies Buch nicht um einen Buchstaben verändern; aber damit nicht Narrheit entstehe, soll er es nach der Weisheit von Ra-Hoor-Khu-it kommentieren.“ I:36). Und an späterer Stelle: But the work of the comment? That is easy; and Hadit burning in thy heart shall make swift and secure thy pen. („Doch das Werk des Kommentars? Dies ist leicht; und Hadit, in deinem Herzen brennend, wird deine Feder schnell und sicher führen.“ III:41). Davon konnte allerdings keine Rede sein. Crowley tat sich außerordentlich schwer mit der Erarbeitung eines Kommentars.
Crowley verfasste zunächst einen kurzen Kommentar, der unter dem Titel Liber Legis. The Comment 1912 in The Equinox I,7 erschien. Es handelt sich um eine Reihe kurzer, manchmal nur einzeiliger Kommentare zu den einzelnen Versen, oft eher im Charakter von Notizen als einer allgemeinverständlichen Erläuterung. Dieser Kommentar wird heute als Old Comment bezeichnet.
1919 schrieb Crowley dann eine erste Fassung eines umfangreicheren Kommentars, die er 1921/1922 noch einmal deutlich erweiterte. Das Typoskript dieses als New Comment bezeichneten Kommentars blieb bis heute unveröffentlicht. Die Arbeit der Überarbeitung und Herausgabe dieses Kommentars übertrug Crowley dem britischen Schriftsteller, Herausgeber und Biographen Louis Wilkinson.
Crowley stand dem Vorhaben anscheinend skeptisch gegenüber, zumindest schrieb er in einem Einführungsschreiben für Wilkinson:

„Vor etwa 25 Jahren schrieb ich einen Kommentar zum Buch des Gesetzes – über eine Viertelmillion Wörter des schwülstigsten und unverständlichsten Geschwätzes, das je geschrieben wurde. Einige abenteuerlustige Geister haben jedoch behauptet, Goldflitter im Schlamm gefunden zu haben. (Ich war nie in der Lage, mich mit dem Text zu befassen, seit er abgetippt wurde – nicht einmal, um Schreibfehler zu korrigieren.)“

Wilkinsons erstellte eine vorläufige Fassung, wobei er den Text erheblich kürzte, teilweise um fast die Hälfte. Seine Bemühungen um den neuen Kommentar fanden jedoch mit Crowleys Tod 1947 ein vorläufiges Ende. Wilkinson wurde neben John Symonds Crowleys Nachlassverwalter und fand keine Zeit mehr für eine weiter Bearbeitung des Kommentars. 1949 sandte er eine Kopie an Gerald Yorke, die sich heute im Warburg Institute in London befindet. Weitere Kopien gelangten an Karl Germer und an Jack Parsons vom kalifornischen O.T.O.
1974 erschien eine von John Symonds und Kenneth Grant herausgegebene Fassung von Crowleys Kommentar, die auf der ursprünglichen, nicht von Wilkinson bearbeiteten Fassung beruhte, aber auch gekürzt war, und Israel Regardie veröffentlichte 1975 mit Unterstützung von Gerald Yorke unter dem Titel The Law is for All einen Kommentar, der auf einem unveröffentlichten Typoskript von 1926 mit dem Titel An Extenuation to the Book of the Law beruhte. 1998 endlich erschien ein auf der Arbeit von Wilkinson beruhender Text von Hymenaeus Beta (d. i. William Breeze) bei New Falcon, ebenfalls unter dem Titel The Law is for All.

Neben dem alten und dem neuen Kommentar gibt es weitere kommentierende Texte Crowleys zum Liber AL, zunächst eine Einleitung in den Ausgaben ab der O.T.O.-Ausgabe von 1938, sowie ab der Ausgabe von 1925 einen kurzen Kommentar am Ende des Buches, den sogenannten Tunis-Kommentar, im Text einfach als The Comment bezeichnet. Er lautet:
| Do what thou wilt shall be the whole of the Law. The study of this Book is forbidden. It is wise to destroy this copy after the first reading. Whosoever disregards this does so at his own risk and peril. These are most dire. Those who discuss the contents of this Book are to be shunned by all, as centres of pestilence. All questions of the Law are to be decided only by appeal to my writings, each for himself. There is no law beyond Do what thou wilt. Love is the law, love under will. The priest of the princes, Ankh-f-n-khonsu | Tu was du willst, soll sein das Ganze des Gesetzes. Das Studium dieses Buches ist verboten. Es ist weise, dieses Exemplar nach dem ersten Lesen zu vernichten. Wer immer dies nicht beachtet, tut dies auf eigenes Risiko und eigene Gefahr. Diese sind außerordentlich schrecklich. Jene, welche die Inhalte dieses Buches diskutieren, sollen von allen gemieden werden, wie Zentren der Pestilenz. Alle Fragen hinsichtlich des Gesetzes sind nur durch Konsultieren meiner Schriften zu lösen, jedermann einzeln für sich selbst. Es gibt kein Gesetz außer Tu was du willst. Liebe ist das Gesetz, Liebe unter Willen. Der Priester der Prinzen Ankh-f-n-khonsu |

Schließlich gibt es noch den Djeridensis Comment von 1925, auch Comment D genannt. „Djeridensis“ (aus Djerid) bezieht sich dabei auf das Hotel du Djérid in Nefta am Ufer des Chott el Djerid, eines Salzsees im südlichen Tunesien, wo Crowley diesen Kommentar schrieb. Der Ort gilt als eine Hochburg des Sufismus.
Neben Crowley haben auch noch andere Personen Kommentare zum Liber AL verfasst, so gibt es kommentierte deutsche Übersetzungen und The Commentaries to Liber AL vel Legis (1975) von Marcelo Ramos Motta als Nummer 1 der von ihm in seinem Verlag Thelema Publishing Co. veröffentlichten Fortsetzung von The Equinox.

## Elemente desLiber AL

### Gliederung
Das Liber AL besteht aus drei Kapiteln, entsprechend 3 Gottheiten oder Prinzipien, die in den Kapiteln als hauptsächliche Sprecher auftreten. Diese drei Gottheiten tragen Namen ägyptischer Gottheiten und erscheinen auch im Bildprogramm der Stele der Offenbarung, dennoch weisen sie im Einzelnen deutliche Abweichungen von der ägyptischen Überlieferung auf, weshalb sie auch als thelemische Gottheiten bezeichnet werden.
Neben den 3 Kapiteln des eigentlichen Textes gibt es eine nachträglich hinzugefügte Einleitung Crowleys, gezeichnet mit O.M., sowie ab 1925 einen den sogenannten Tunis-Kommentar (siehe Abschnitt Kommentare).
Außerdem enthalten die moderneren Ausgaben einen Abdruck der Seiten des Manuskripts als Faksimile (= Liber 31).

### Gottheiten
Die drei thelemischen Götter des Liber AL sind Nuit, ihr Gegenpart oder Komplement Hadit und Ra-Hoor-Khuit.

#### Nuit

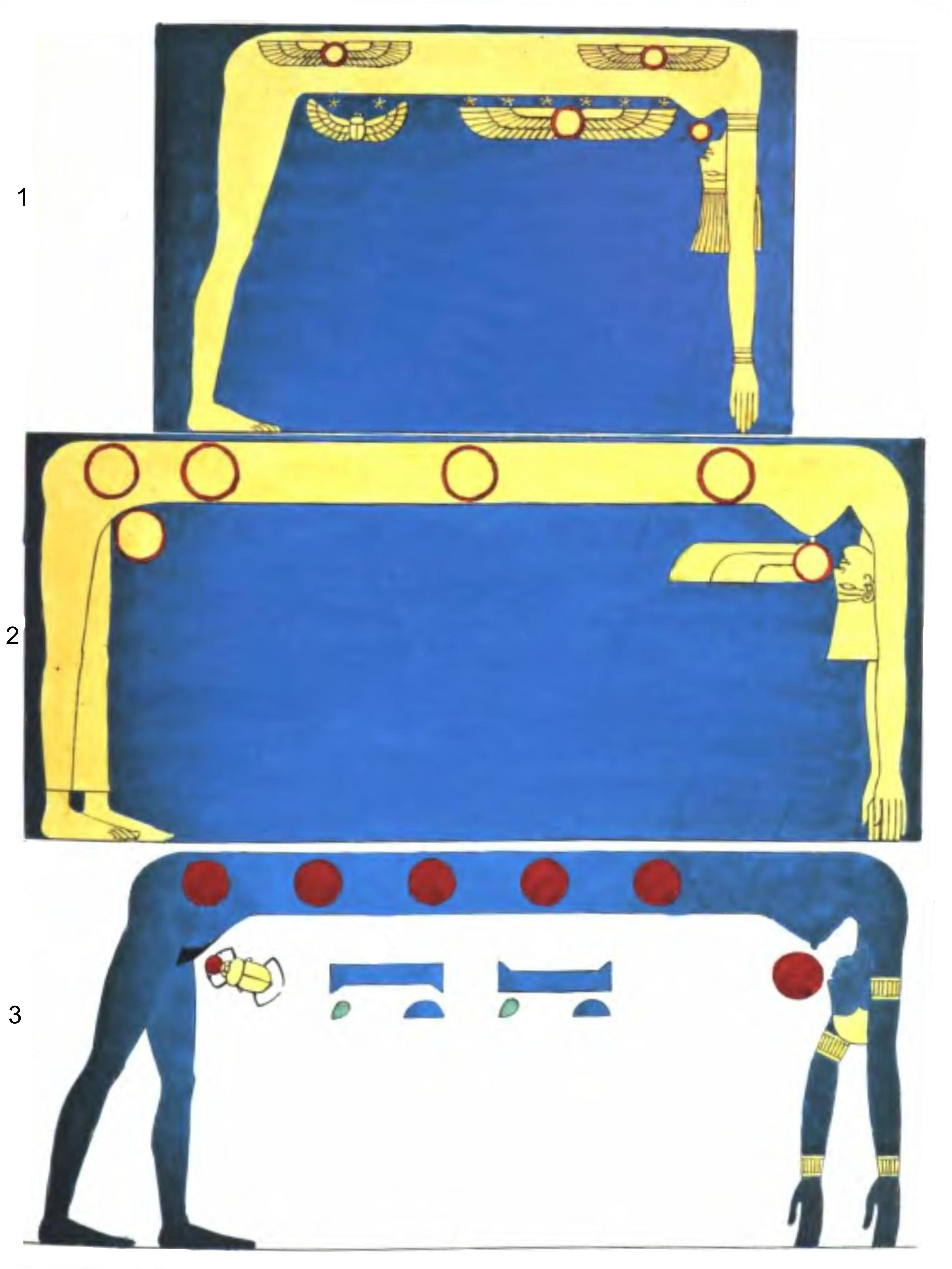
Nuit und Hadit (Illustrationen aus Jean-François Champollions Panthéon égyptien, 1823)

Nuit entspricht der ägyptischen Göttin Nut, wie sie auch auf der Stele der Offenbarung abgebildet ist. Sie beschreibt sich als I am Infinite Space, and the Infinite Stars thereof („ich bin der unendliche Raum und die unendlichen Sterne darin“; I:22). Dargestellt wird sie als Himmelsgöttin, deren langgestreckter Leib sich über die Erde wölbt, die sie mit ihren Füßen und Händen berührt. Crowley hat in seiner Bearbeitung des Textes auch einige Teile aus einer Paraphrase der Inschrift der Stele der Offenbarung eingebaut. Dort (I:14) heißt es:
| Above, the gemmèd azure is The naked splendour of Nuit; She bends in ecstasy to kiss The secret ardours of Hadit. The wingèd globe, the starry blue Are mine, o Ankh-f-n-Khonsu. | Oben juwelengeschmücktes Azur Die nackte Pracht Nuits; Sie neigt sich in Ekstase, zu küssen Die geheimen Glut Hadits. Der geflügelte Globus, das Sternenblau Sind mein, o Ankh-f-n-Khonsu. |

In ihrem Kapitel wird das Prinzip der Liebe (Agape) betont.

#### Hadit

Flügelsonne von Hadit

Hadit (auch Had, vgl. I:1) ist der Gegenpart, der Gegenpol und das Komplement von Nuit. In II:2,3 heißt sagt er über sich: I, Hadit, am the complement of Nu, my bride. I am not extended, and Khabs is the name of my House. In the sphere I am everywhere the centre, as she, the circumference, is nowhere found. („Ich, Hadit, bin die Ergänzung von Nu, meiner Braut. Ich bin nicht ausgedehnt, und Khabs ist der Name meines Hauses. In der Sphäre bin ich überall das Zentrum, so wie sie, der Umfang, nirgends zu finden ist.“). In der Einleitung von Liber AL stellt Crowley Nuit und Hadit einander gegenüber. Nuit ist dabei das All als Summe aller Möglichkeiten, symbolisiert durch den „Kreis, dessen Umfang überall und dessen Mittelpunkt nirgends ist“, entsprechend dem bekannten Zitat von Pascal. Hadit entspricht dann dem Mittelpunkt des Kreises. dem Individuum, das diese Möglichkeiten erfährt.
Khabs im obigen Zitat entspricht dabei dem Stern als der Konzentration und Spiegelung des Alls im Individuum (Every man and every woman is a star. „Jeder Mann und jede Frau ist ein Stern.“ I:3) und ist das Komplement von Khu, der Allheit von Nuit (The Khabs is in the Khu, not the Khu in the Khabs. „Das Khabs ist in dem Khu, nicht das Khu in dem Khabs.“ I:8).
Hadit entspricht die ägyptische Gottheit Behdeti, eine Nebenform von Horus und Hor-Behdeti, die in der Ikonographie durch eine Flügelsonne dargestellt wird. Crowley schreibt, dass Hadit als Flügelsonne „am Herzen von Nuit“ dargestellt wird. Eine entsprechende Darstellung sieht man auf Bild 1 und 2 der obigen Champollion-Illustration. Auch auf der Stele der Offenbarung ist die Flügelsonne unterhalb von Nuit schwebend zu sehen.

#### Ra-Hoor-Khuit

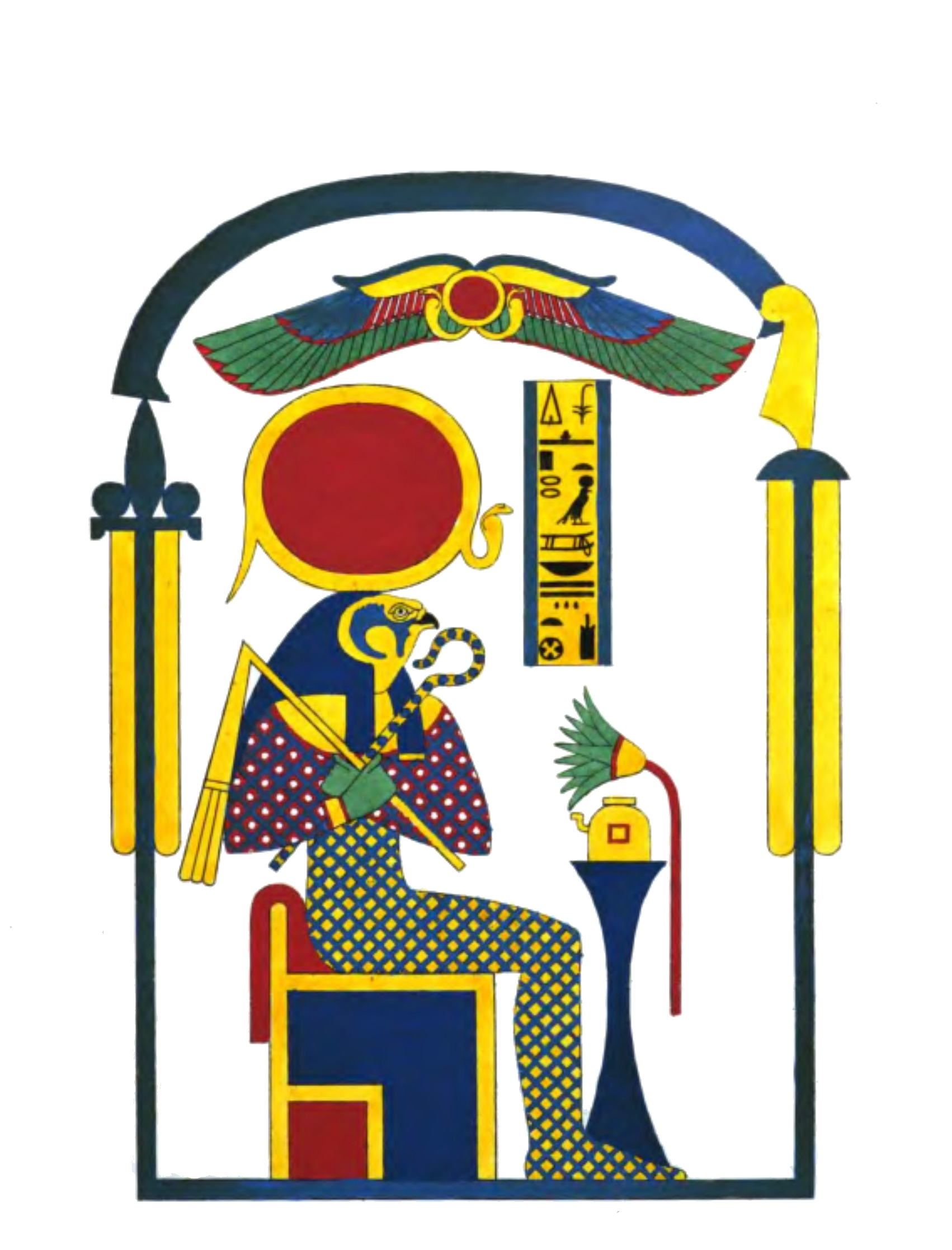
Re-Harachte, thronend mit Uräus und Sonnenscheibe, darüber die Flügelsonne von Hadit (Illustrationen aus Jean-François Champollions Panthéon égyptien, 1823)

Die Gottheit des 3. Kapitels ist eine Form des äygptischen Horus, des Sohns von Isis und Osiris. Er ist der Gott des neuen Äons, des Horus-Äons, dessen Beginn die Offenbarung des Buchs des Gesetzes markiert. In der Einleitung benennt Crowley diese Gottheit als Heru-ra-ha, eine Art Zwillingsgottheit und Kombination zweier Aspekte des Horus, nämlich Ra-Hoor-Khut und Hoor-paar-kraat, die als falkenköpfige, auf einem Thron sitzende Gottheit darzustellen ist. Heru-ra-ha erscheint auch im Text des Liber AL, nämlich in III:35 (The half of the word of Heru-ra-ha, called Hoor-pa-kraat and Ra-Hoor-Khut, „Die Hälfte des Wortes von Heru-ra-ha genannt Hoor-pakraat und Ra-Hoor-Khut“).
Ra-Hoor-Khuit entspricht dem ägyptischen Re-Harachte, einer aus einem Synkretismus des Sonnengottes Re mit Harachte, einem Horus-Aspekt, hervorgegangenen Gottheit, dargestellt als sitzender Falkengott mit Uräus und Sonnenscheibe auf dem Kopf.
Ra-Hoor-Khuit ist im Liber AL der aktive und kriegerische Aspekt des Horus. Neben „Ra-Hoor-Khuit“ tauchen im Liber AL auch die abweichenden Schreibungen „Ra-Hoor-Khu“ (II:64, III:11) und „Ra-Hoor-Khut“ (III:1, III:35) auf.

Hoor-paar-kraat (auch Hoor-pa-kraat) dagegen entspricht dem ägyptischen Hor-pa-chered bzw. dessen hellenisierter Form Harpokrates, einem kindlichen Aspekt des Horus. In der ägyptischen Ikonographie zeigt ein auf die Lippen gelegter Finger Kindlichkeit an und ist daher eine für die Darstellung von Horuskindern typische Geste. Plutarch missverstand die Geste als Aufforderung zum Schweigen, weshalb Harpokrates in der Tradition der westlichen Esoterik als „Herr des Schweigens“ gilt, insofern ist Hoor-paar-kraat das introvertierte Komplement des extrovertierten Ra-Hoor-Khuit.
Entsprechend dem aktiven und kriegerischen Tenor des 3. Kapitels ist in Liber AL wesentlich öfter von Ra-Hoor-Khuit die Rede als von Hoor-paar-kraat, der nur zweimal erscheint, nämlich in I:7, wo Aiwass Gesandter von Hoor-paar-kraat genannt wird, und in III:35 (s. o.).
Die drei thelemischen Gottheiten Nuit, Hadit und Ra-Hoor-Khuit/Hoor-paar-kraat erscheinen bildlich auch in Trumpf XX The Aeon des Crowley-Toth-Tarot-Decks. Oben wölbt sich der Körper der Nuit über den Himmel, darunter die Flügelsonne von Hadit. Im Zentrum der falkenköpfige Ra-Hoor-Khuit auf einem Thron sitzend, wie auf der Stele der Offenbarung, aber frontal gezeigt, vor ihm aber halbtransparent Hoor-paar-kraat, mit der für Harpokrates typischen Geste den Finger auf den Mund legend.

### Philosophische Konzepte
Betrachtet man Nuit und Hadit nicht als (mehr oder minder ägyptische) Gottheiten, sondern als philosophische Konzepte oder Prinzipien, so steht Nuit für die Gesamtheit aller Erfahrungen und aller Möglichkeiten, also die Gesamtheit all dessen, was ist und was sein kann, Hadit dagegen steht für den Punkt, von dem aus Erfahrung gemacht wird, also für das Individuum.
„Jeder Mann und jede Frau ist ein Stern“ (I:3) ist einer der zentralen Sätze, der besagt, dass jeder Mensch ein Universum für sich ist, stets im Wandel und durch Erfahrung sich wandelnd, bewusst oder unbewusst. Dem Universum von Nuit als kosmischer Allheit steht also das individuelle Universum von Hadit gegenüber. Die individuellen Universen sind aber nicht isoliert, sondern sie überlagern und überschneiden sich, indem zwar Person A nie dieselben Erfahrungen macht wie Person B, die Entsprechungen der Erfahrungen führen aber zur Auffassung von einer grundsätzlichen Gleichheit der erfahrenen Welt. „Jeder von uns ist so eine Welt für sich, doch es ist dieselbe Welt für jeden, sobald sie alle mögliche Erfahrung enthält. Das impliziert die Erweiterung des Bewusstseins, bis es alle Bewusstheit umfasst.“

### Das Gesetz von Thelema
Vers I:39 lautet: „The word of the Law is Θελημα“ („Das Wort des Gesetzes ist Θελημα“). Θελημα (Thelema) ist das griechische Wort für „Wille“. Crowley merkt an, dass Thelema in der griechischen Numerologie den gleichen Zahlenwert hat wie Αγαπη (Agape, „Liebe“), nämlich 93, die Zahl, die auch als Autorenname im Titel von Liber AL erscheint.
Eng verknüpft mit I:39 ist daher I:57: „Love is the law, love under will“ („Liebe ist das Gesetz, Liebe unter Willen.“), und in dem auf I:39 folgenden Vers findet sich dann der wohl bekannteste Satz des Liber AL:

„Do what thou wilt shall be the whole of the Law.“

„Tu was du willst sei das ganze Gesetz.“

In III:60 wird das paraphrasiert als „There is no law beyond Do what thou wilt.“ („Es gibt kein Gesetz außer Tu was du willst.“)
Dieses „Tu, was Du willst“ wird häufig zitiert und missverstanden in dem Sinn, dass Crowley hier einen schrankenlosen Hedonismus propagiere, ein beliebiges Befolgen jedes Impulses und die bedenkenlose Erfüllung jeglichen beiläufigen Wunsches. Dem tritt Crowley ausdrücklich entgegen:

„This means that each of us stars is to move on our true orbit, as marked out by the nature of our position, the law of our growth, the impulse of our past experiences. All events are equally lawful — and every one necessary, in the long run — for all of us, in theory; but in practice, only one act is lawful for each one of us at any given moment. Therefore Duty consists in determining to experience the right event from one moment of consciousness to another.
Each action or motion is an act of love, the uniting with one or another part of ‘Nuit’; each such act must be ‘under will,‘ chosen so as to fulfil and not to thwart the true nature of the being concerned.“

„Das bedeutet, dass wir wie Sterne unserer Umlaufbahn folgen, die bestimmt ist durch die Art unserer Position, das Gesetz unseres Wachstums und die Impulse vergangener Erfahrungen. Alle Ereignisse sind  gleich richtig — und auch notwendig, auf lange Sicht —, für jeden von uns, theoretisch, aber in der Praxis ist für jeden von uns zu jedem beliebigen Zeitpunkt nur eine Handlung die Richtige. Deshalb ist unsere Aufgabe die, von einem Bewusstseinsmoment zum anderen das genau Richtige zu erleben.
Jede Handlung oder Bewegung ist ein Akt der Liebe, die Vereinigung mit dem einen oder anderen Teil der ‚Nuit‘; jede solche Handlung muss ‚unter dem Willen‘ sein, so gewählt, dass sie die wahre Natur des betreffenden Wesens erfüllt und nicht vereitelt.“

Was Crowley hier fordert, ist also das genaue Gegenteil von Beliebigkeit, nämlich, aus einer nahezu unendlichen Vielzahl von den in einem Augenblick bestehenden Möglichkeiten des Erlebens und Handelns die genau richtige auszuwählen und zu verwirklichen, und zwar nicht nur für uns selbst als Individuum, sondern für alle Anderen und alles Andere auch. Das Programm ist also, das genau Richtige für sich selbst und den Kosmos zu tun und das solange, bis es keinen Unterschied mehr gibt zwischen dem Ich und dem Kosmos.

### Der Neue Äon
Entsprechend den drei Kapiteln des Liber AL und den drei darin als Sprecher auftretenden Gottheiten Nuit, Hadit und Ra-Hoor-Khuit gliedert Crowley den Gang der bekannten Geschichte in drei Äonen, Zeiträume von etwa 2000 Jahren, die von Isis, Osiris und Horus als Entsprechungen dieser drei Gottheiten beherrscht werden. Unter einer „Gottheit“ versteht Crowley hier einen „gewaltigen Stern“, ein Teilbereiche des Seins umfassendes „Erfahrungsaggregat“, das man der Einfachheit halber als „Gottheit“ bezeichnen kann.
Dabei entspricht dem Äon der Isis ein Zeitraum, in dem Isis als Sinnbild der mütterlich Ernährerin den Gang der Welt dominierte und in dem das Matriarchat herrschte. Es folgte ab etwa 500 v. Chr. der Äon des Osiris, die Herrschaft des Patriarchats, beherrscht von katastrophalen Umbrüchen und Umwandlungen, Erfahrungen von Liebe, Tod und Auferstehung.
Nun aber würden wir am Beginn des Horus-Äons stehen, der markiert sei durch die Offenbarung des Liber AL:

„He rules the present period of 2,000 years, beginning in 1904. Everywhere his government is taking root. Observe for yourselves the decay of the sense of sin, the growth of innocence and irresponsibility, the strange modifications of the reproductive instinct with a tendency to become bisexual or epicene, the childlike confidence in progress combined with nightmare fear of catastrophe, against which we are yet half unwilling to take precautions.“

„Er [Horus] beherrscht die gegenwärtige Periode von 2.000 Jahren, beginnend im Jahr 1904. Überall schlägt seine Herrschaft Wurzeln. Beobachtet selbst den Verfall des Sündenbewusstseins, das Anwachsen von Unschuld und Verantwortungslosigkeit, die seltsamen Modifikationen des Fortpflanzungstriebes mit der Tendenz, bisexuell oder nicht-binär zu werden, das kindliche Vertrauen in den Fortschritt, gepaart mit der alptraumhaften Furcht vor der Katastrophe, die zu verhüten wir noch halb unwillig sind.“

Crowley zählt einige Beispiele einer von ihm wahrgenommenen Verkindlichung der Kultur, einer zunehmenden Neigung zu Kindereien und Kinderglauben auf, beispielsweise den Glauben an Systeme wie Faschismus oder Kommunismus, und stellt schließlich fest: „Wir sind Kinder.“ Das entspräche der Natur des kindlichen Horus am Beginn seines Äons, in dessen Verlauf es aber zu einer Synthese der Prinzipien von Isis und Osiris kommen werde, von Wachstum und Tod: „Jedes Ereignis, einschließlich des Todes, ist [dann] nur eine weitere Erweiterung unserer Erfahrung, die wir von Anfang an frei gewollt haben und die daher auch vorherbestimmt ist.“

### Numerologie und Geheimnisse
Crowley sagt in der Einleitung, dass der Autor (Aiwass) sich durch Macht und Wissen legitimiert. Was das Wissen betrifft, so sieht Crowley dies vor allem durch die im Text enthaltenen Chiffren und Kryptogramme belegt, deren Bedeutung ihm teilweise selbst unklar geblieben ist, andere hat er in den Kommentaren aufgelöst bzw. Vermutungen zu ihrer Bedeutung angestellt. Crowley folgerte, dass, wenn selbst er, der Meister Therion, Mühe hatte, das eine oder andere Hexeneinmaleins aufzulösen bzw. daran scheiterte, dies ein Beweis dafür sei, dass Aiwass eine übermenschliche Intelligenz sei, in seinen Augen eine schlüssige Folgerung.
Eine besondere Bedeutung spielen bei diesen Verrätselungen Numerologie und Gematria, esoterische Disziplinen, mit deren Hilfe Zahlen und Worten symbolische Bedeutungen zugewiesen werden. Die Gematria beruht auf der jüdischen Überlieferung der Kabbala. Im Hebräischen hat jeder Buchstabe einen Zahlenwert, es kann also jedem hebräischen Wort die Summe der Zahlenwerte der Buchstaben als Zahl zugeordnet werden. Worten mit gleichen Zahlenwerten wird dabei eine besondere Beziehung zugeschrieben. So hat א (Aleph) als erster Buchstabe den Wert 1, ל (Lamed) hat den Wert 30, das Wort אל („El“, der Singular von Elohim, dem jüdischen Gottesnamen, oder „Al“) hat somit den Wert 31. Crowley entschied, nachdem der Titel des Buches zunächst Liber L war (er habe den Titel nur gesprochen gehört, nicht geschrieben gesehen), dass Liber AL angemessener sei.
Der vollständige Titel Liber AL vel Legis sub Figura CCXX, delivered by XCIII = 418 unto DCLXVI enthält eine Reihe weiterer Zahlen, zunächst CCXX = 220, was für die 220 Verse des Buches stehen mag. Wie im Hebräischen, so haben auch im griechischen Alphabet die Buchstaben Zahlenwerte, man kann also zu jedem griechischen Wort einen Zahlenwert ermitteln. XCIII = 93 ist der Zahlenwert sowohl von Thelema („Wille“) wie auch von Agape („Liebe“), wie schon oben erwähnt. In thelemischen Kreisen wird auch vom Current 93 („93er-Strom“) gesprochen, wenn von der Thelema-Bewegung als Ganzes, sozusagen „ordensübergreifend“, die Rede ist.
418 ist der Zahlenwert von Aiwass (ΑΙϜΑΣΣ, geschrieben mit Digamma für den W-Laut) und in der hebräischen Gematria der Wert von Abrahadabra (אבראהאדאברא), dem Wort des Horus-Äons. Außerdem heißt es: „They shall worship thy name, foursquare, mystic, wonderful, the number of the man; and the name of thy house 418.“ („Sie werden deinen Namen verehren, vierfach, mystisch, wundervoll, die Zahl des Menschen; und den Namen deines Hauses 418.“ II:78). 418 löste Crowley dahingehend auf, dass eine hebräische Transliteration von Boleskine, der Name seines Hauses am Loch Ness, ja בּולשׁכּין mit dem Zahlenwert 418 sei.
DCLXVI = 666 schließlich steht für Crowley, der sich mit dem Tier aus der Offenbarung des Johannes identifizierte, dessen Zahl bekanntlich Sechshundertsechsundsechzig ist.
Weitere Zahlen in Liber AL:
- 11: „My number is 11, as all their numbers who are of us.“ („Meine Zahl ist 11, wie die Zahl all jener, die zu uns gehören.“ I:60)
- 718: „That stélé they shall call the Abomination of Desolation; count well its name, & it shall be to you as 718.“ („Jene Stele werden sie den Greuel der Trostlosigkeit nennen: zähle wohl ihren Namen, & er soll für dich wie 718 sein.“ III:19). Der Vers bezieht sich auf die Stele der Offenbarung. Crowley mühte sich sehr, eine numerologische Entsprechung zu finden, und er beschreibt seine Bemühungen äußerst ausführlich im Kommentar zu Liber AL. Das Ergebnis, das ihn endlich zufriedenstellte war tatsächlich der „Name“ der Stele des Anchefenchons im Bulaq-Museum, nämlich schlicht „Stele 666“, man musste nur „Stele“ griechisch schreiben (ΣΤΗΛΗ; Zahlenwert, Crowley zufolge 52[32]) und 52 + 666 = 718.[33]

Ein weiteres Zahlen-Buchstabenrätsel im Liber AL findet sich in II:75–76:

„Aye! listen to the numbers & the words: 4 6 3 8 A B K 2 4 A L G M O R 3 Y X 24 89 R P S T O V A L. What meaneth this, o prophet? Thou knowest not; nor shalt thou know ever.“

„Wahrlich! Vernimm die Zahlen & die Worte: 4 6 3 8 A B K 2 4 A L G M O R 3 Y X 24 89 R P S T O V A L. Was bedeutet dies, o Prophet? Du weißt es nicht, noch sollst du es jemals erfahren.“

Crowley hat eigener Aussage nach selbst keine Lösung gefunden, schreibt aber im Kommentar, dass es Charles Stansfeld Jones gelungen sei, das Rätsel zu lösen.

### Blasphemie
Blasphemie spielt im Liber AL keine große Rolle. Es gibt nur eine explizit blasphemische Stelle in Kapitel III, in der Ra-Hoor-Khuit als Verkörperung des neuen Horus-Äons verlauten lässt, wie er mit den Göttern des alten Äons umzuspringen gedenkt. Allerdings werden genau diese Verse III:49–55 von Kritikern Crowley immer wieder zitiert und teils als Beleg dafür hergenommen, dass Crowley ein Satanist oder etwas ähnlich Verdammenswertes sei.
Die Verse lauten:

„49. I am in a secret fourfold word, the blasphemy against all gods of men.
  50. Curse them! Curse them! Curse them!
  51. With my Hawk’s head I peck at the eyes of Jesus as he hangs upon the cross.
  52. I flap my wings in the face of Mohammed & blind him.
  53. With my claws I tear out the flesh of the Indian and the Buddhist, Mongol and Din.
  54. Bahlasti! Ompehda! I spit on your crapulous creeds.
  55. Let Mary inviolate be torn upon wheels: for her sake let all chaste women be utterly despised among you!“

„49. Ich bin in einem geheimen vierfachen Wort, die Blasphemie wider alle Götter der Menschen.
50. Fluch ihnen! Fluch ihnen! Fluch ihnen!
51. Mit meinem Falkenkopf picke ich nach den Augen von Jesus, wie er da am Kreuze hängt.
52. Meine Schwingen schlage ich in das Gesicht Mohammeds & blende ihn.
53. Mit meinen Klauen reiß ich das Fleisch des Inders und des Buddhisten, Mongolen und Din.
54. Bahlasti! Ompehda! Ich speie auf eure jämmerlichen Glaubensbekenntnisse.
55. Die unberührte Maria werde auf den Rädern zerrissen, um ihretwillen seien alle keuschen Frauen unter euch sämtlich verachtet!“

Die Empörung christlicher Autoren und religiös sensibler Leser angesichts solcher Worte ist nachvollziehbar. Charles Richard Cammell, ein Freund und früher Biograph Crowleys, beschreibt seine Reaktion: „Ich stieß auf eine Passage von ungeheurer und grausiger Blasphemie. Nichts Geschriebenes oder Gesprochenes hat mich jemals so geärgert oder angewidert wie diese Worte. Ich werde es Crowley nie verziehen, das veröffentlicht zu haben. Möge Gott ihm vergeben!“
In seinen Kommentaren treibt Crowley einigen Aufwand, um die Passage zu erläutern und zu qualifizieren. Allein der Kommentar zu III:55 nimmt 9 Seiten ein. Einiges bleibt ihm selbst unklar, so zum Beispiel, wer in III:55 mit „Din“ gemeint ist. Auch darüber, was „Bahlasti! Ompehda!“ bedeuten mag, kann er nur spekulieren. Das zunächst rätselhafte „vierfache Wort“ in III:49 löst Crowley im New Comment dahingehend, dass damit „Do what thou wilt“ gemeint sei, was sich auf das innere Geheimnis eines jeden Menschen, seinen wahren Willen beziehe und insofern eine Blasphemie sei, als es auffordere, anstelle der menschengemachten Götter in sich selbst den Gott zu erkennen.
Bei den immer wieder zitierten Versen 51 und 52 weist Crowley darauf hin, dass es hier um die Augen bzw. um Blendung gehe, die Verse bezögen sich daher ausdrücklich auf Sichtweise, Weltsicht und Standpunkt („viewpoint“) von Christentum und Islam. Insbesondere das Christentum lehnt er ab:
„Es sind daher die Augen von ‚Jesus‘ – seine Sichtweise –, die zerstört werden müssen; und diese Sichtweise ist falsch durch seine magische Geste der Selbstopferung.“
Dem Islam dagegen billigt er eine akzeptable Grundhaltung zu:
„Sein Kodex ist der eines Mannes mit Mut, Ehre und Selbstachtung; er steht in bewundernswertem Gegensatz zu der kriechenden Feigheit der vor der Verdammnis sich duckenden Christen mit ihrer unmännlichen und unaufrichtigen Annahme des stellvertretenden Opfers und ihrer schrulligen Vorstellung von sich selbst als ‚in Sünde geboren‘ und als ‚heillose, elende Sünder‘.“
In seinem Kommentar zu III:55 führt Crowley aus, dass der Äon der demütigen und dienenden Frau, deren Sinnbild Maria ist, ein für allemal vorbei sei. Einige seiner teilweise geradezu hymnischen Formulierungen würden in einem frühen Manifest des Feminismus kaum auffallen. Er lehnt auch entschieden den Vorwurf der Misogynie ab und schreibt unter anderem:

„Wir von Thelema sagen, dass ‚jeder Mann und jede Frau ein Stern ist‘. Wir täuschen und schmeicheln den Frauen nicht; wir verachten und missbrauchen sie nicht. Für uns ist die Frau Sie selbst, absolut, ursprünglich, unabhängig, frei, ihr eigenes Gesetz, genau wie der Mann. […] Wir von Thelema sind es, welche die Frau wahrhaftig lieben und respektieren, sie für sündlos halten und frei von Schande, so wie auch wir es sind; diejenigen aber, die sagen, dass wir sie verachten, sind eben jene, die vor dem Aufblitzen unserer Falchions zurückschrecken, wenn wir von den Gliedern der Frau die schändlichen Fesseln abschlagen. […] Das Buch des Gesetzes ist die Charta der Frau; das Wort Thelema hat das Schloss ihres ‚Gürtels der Keuschheit‘ geöffnet.“

Der weitere Verlauf des Horus-Äons wird zeigen, ob die – offenbar ausschließlich männlich zu denkenden – Thelemiten ihre Rolle als Frauenbefreier ausfüllen können werden.

## Rezeption
Außerhalb der Thelema-Bewegung wurde das Liber AL von der New-Age-Bewegung rezipiert und gilt auch bei anderen neureligiösen Gruppen wie der Church of Satan als bedeutender spiritueller Text.
Darüber hinaus gibt es eine Reihe von Äußerungen zum Liber AL von anderen Okkultisten, von Biographen Crowleys und von Wissenschaftlern, die sich mit der Geschichte der Westlichen Esoterik im 20. Jahrhundert befassen.
Der oben schon erwähnte Biograph Crowleys Charles Richard Cammell, den der Abscheu vor einer blasphemischen Stelle schließlich dazu brachte, seine von Crowley signierte Ausgabe des Liber Legis eines Nachts im Kamin zu verbrennen, schreibt über das Buch des Gesetzes:

„Es ist von einer grimmigen und hochmütigen Verachtung für die Menschheit geprägt; dennoch erfüllt es eine wilde und ehrfurchtgebietend Gerechtigkeit. Der Geist hinter den Sprüchen ist kalt, grausam und unerbittlich. Es gibt keine Barmherzigkeit, keinen Trost und keine Hoffnung, außer im Dienst dieses schrecklichen Boten der Götter Ägyptens. Das ist das Liber Legis dem Wortlaut und Sinn nach; und als solches und in Anbetracht der Art und Weise, wie es empfangen wurde, ist es ein Dokument von besonderem Interesse.“

Was die Autorschaft betrifft, so meint Cammell: „Dass es zum Teil (aber nur zum Teil) Crowleys Unterbewusstsein entsprungen ist, kann ich glauben, denn es ist ein Abbild von dessen dämonischer Persönlichkeit.“
Israel Regardie, Psychoanalytiker, Okkultist und zeitweilig Sekretät Crowleys, urteilt über das Liber AL:

„Auf lange Sicht macht es kaum einen Unterschied, ob das Buch von einer praeterhumanen Intelligenz namens Aiwass diktiert wurde oder ob es den kreativen Tiefen Aleister Crowleys entsprungen ist. Das Buch wurde geschrieben. Und er wurde zum Sprachrohr des Zeitgeistes, indem er das Wesen unserer Zeit so treffend zum Ausdruck brachte, wie es bisher kein anderer getan hat.“

Der Heidelberger Anglistikprofessor Peter Paul Schnierer ordnet sowohl Liber AL als auch Crowley dem Satanismus zu. Crowleys „um 1905 verfaßtes Book of the Law […] kulminiert in der Anweisung an die Jünger Satans: ‚Do what thou wilt shall be the whole of the Law‘“, schreibt Schnierer. Für seine Interpretation des Liber AL als satanistisches Werk liefert Schnierer keine Belege, zitiert lediglich die blasphemischen Verse III:51f., in denen der falkenköpfige Ra-Hoor-Khuit — laut Schnierer ein „mehrnamige[r] ‚typische[r]‘ Teufel“ — dem gekreuzigten Christus die Augen ausgehackt und Mohammed blendet (siehe dazu den obigen Abschnitt Blasphemie).
Crowley mache stilistische und inhaltliche Anleihen unter anderem beim Pentateuch, Walt Whitman und der Literatur der Décadence. Zudem sieht Schnierer Bezüge zum Herrenmenschentum Nietzsches („Crowleys Herrenmenschentum hat letztlich mit dem Satanismus nichts zu tun, sondern nimmt Ideologeme des Faschismus vorweg.“). Als Beleg zitiert er II:21:

„Nichts haben wir gemein mit den Ausgestoßenen und den Jämmerlichen: Sollen sie in ihrem Elend sterben. Denn sie fühlen nicht. Mitleid ist das Laster der Könige: tretet nieder die Jämmerlichen & die Schwachen: dies ist das Gesetz der Starken: dies ist unser Gesetz und die Freude der Welt.“

Das Liber AL sei Schnierer zufolge einer „der am intensivsten rezipierten satanistischen Texte des 20. Jahrhunderts“, weshalb wohl „praktisch alle Satanisten, die über sich Auskunft geben, […] Vertrautheit mit [Crowleys] Schriften“ zeigen.
Was die Rezeption des Liber AL außerhalb von Thelema, ähnlichen Gruppen und der akademischen Welt betrifft, so gibt es eine mittelbare Wirkung durch die Verbreitung des von Crowley entworfenen und von Frieda Harris gestalteten Thoth-Tarots, dessen Ikonographie, zum Beispiel bei Trumpf XX The Aeon, stark von den Konzepten des Liber AL beeinflusst ist. Auch Crowleys Kommentar The Book of Thoth (1944), in dem das Liber AL immer wieder zitiert wird, wurde in der Tarot-Literatur mehrfach rezipiert, zum Beispiel von Lon Milo DuQuette und im Deutschen von Hajo Banzhaf oder Evelin Bürger.
Nach Kocku von Stuckrad ist Crowley weit entfernt von satanischen Praktiken, das weiterhin ein Vorwurf von christlich-theologischer Seite sei. Eher sah von Stuckrad, dass  die christliche Erziehung bei Crowley sich auch auf das Liber AL vel Legis ausgewirkt hat. So schrieb er:

„Ich habe deshalb so viele Zitate aus dem Buch des Gesetzes angeführt, weil auf diese Weise deutlich wird, wie stark die christliche Semantik auf die thelemitische Konzeption Crowleys eingewirkt hat, und zwar sowohl auf die apokalyptische Ausdeutung der Geschichte als auch bis hinein in den mythischen Bilderreichtum der Formulierungen, die einem Johannes zur Ehre gereicht hätten. Die ‚Umwertung aller Werte‘ durch Crowley bedeutet, gleichsam ‚vor die Klammer‘ eine Negation zu setzen; damit bleibt die Klammer selbst jedoch erhalten. Crowley bewegt sich hier noch immer in einem christlichen Diskursfeld.“

Zu Thelema schrieb er, das Thelema keineswegs ein schlichter Hedonismus sei, sondern diene der Entfaltung des eingeschriebenen Gesetzes im Menschen. So hat das Kapitel Nuit einen eher positiven Gesamtduktus, da in diesem Kapitel der Mensch als machtbegabt und lustvoll beschrieben wird. Im zweiten Teil, Hadit, wird eine „Henotheisierung“ der paganen Götterwelt im Lichte des neuen Äons dargestellt und dieser Gott (Hadit) wird als eine Zusammenfassung aller kosmischen Macht verstanden. Versichert sich der Mensch dieser Macht und wird eins mit ihr, wird der Mensch zu Gott.
Peter-Robert König beschrieb das Buch als eine schauderhafte Poesie:

„Nehmen wir mal an, Crowley wusste, was er tat. Das Buch des Gesetzes, das vorhin erwähnte Liber AL von 1904 ist eigentlich ein Gedicht, das über einen längeren Zeitraum hinweg entwickelt worden ist. Ideen und Begriffe müssen im Kontext gesehen werden: So ist dieses Gedicht ein Konglomerat aus Nietzsche, Augustinus, Rabelais, der Offenbarung aus der Bibel und vielen anderen Quellen, verfasst im Stile von Algernon Charles Swinburne, einem Lyriker von 1837-1909. Vom künstlerischen Standpunkt aus gesehen: schauderhafte Poesie.“

## Ausgaben
englisch
- Liber L vel Legis. In: ΘΕΛΗΜΑ. Privatdruck, London 1909.
- Liber L vel Legis. Sub figura CCXX as delivered by LXVIII unto DCLXVI. In: The Holy Books. Bd. 3. Privatdruck, London ca. 1909. Korrigierte Ausgabe: The Holy Books of Thelema (= The Equinox III,9). Samuel Weiser, New York 1989, ISBN 0-919690-20-3.
- AL, Liber Legis, The Book of the Law, sub figura XXXI, as delivered by Aifass (in Hebrew and Greek) to Ankh-af-na-khonsu, the Priest of the Princes, who is 666. Now issued privately after 22 years of  preparation to eleven persons from the Lair of the Lion. Privatdruck (nur 11 Exemplare), Tunis 1925 (erste selbständige Veröffentlichung; enthält den sogenannten Tunis Comment mit ernsten Warnungen vor der Lektüre des Textes und 65 Seiten Faksimile des Originalmanuskripts).
- The Book of the Law (technically called Liber al vel legis sub figura CCXX as delivered by XCIII = 418 to DCLXVI) : An Ixii sol in Aries March 21, 1938 e.v. Ordo Templi Orientis, London 1938. US-Ausgabe: 2., überarbeitete Auflage. Church of Thelema, Pasadena 1938 [d.i.1942]. Neuausgabe: Samuel Weiser, New York 1976, ISBN 0-87728-334-6. Neuauflage: Samuel Weiser, York Beach, ME 1997, ISBN 0-87728-334-6.
- Liber Al vel Legis. In: The Equinox of the Gods (Teil IV von Book Four = Liber 4). Samuel Weiser, York Beach, ME 1992, ISBN 0-87728-210-2 (enthält neben dem Text und den Faksimileseiten eine Darstellung der Entstehung von Liber AL).
- Liber Al vel Legis. Mandrake, Oxford 1992, ISBN 1-869928-93-8 (Taschenbuch).
- The Book of the Law, Liber AL vel Legis: With a Facsimile of the Manuscript as Received by Aleister and Rose Edith Crowley on April 8, 9, 10, 1904. 100th Anniversary edition. Red Wheel/Weiser & Ordo Templi Orientis, York Beach, ME & New York 2004, ISBN 1-57863-308-7.
- The Book of the Law. Thelema Media, 2004, ISBN 1-932599-03-7 (auf 418 Exemplare limitierte, ledergebundene Ausgabe).

Kommentare
- Liber Legis. The Comment. In: The Equinox I,7 (Frühjahr 1912). Wieland & Co, S. 387–400a (bekannt als Old Comment, online).
- New Comment. Unveröffentlichtes Typoscript, verfasst zwischen 1919 und 1922.
- Tunis Comment. Kurzer Kommentar, erstmals in dem Privatdruck Tunis 1925.
- The Djeridensis Comment. 1925. Auch bekannt als Comment D. Publiziert in: The Magical Link IX,4–X,2 (1995/1996, online).
- Magical and Philosophical Commentaries on the Book of the Law. Hrsg. von John Symonds und Kenneth Grant. 93 Publishing, Montreal 1974, ISBN 0-919690-01-7.
- The Law is for All : An Extended Commentary on The Book of the Law. Hrsg. und eingeleitet von Israel Regardie. Llewellyn, St. Paul 1975, ISBN 0-87542-114-8.
- The Law is for All : The Authorized Popular Commentary on Liber AL vel Legis sub figura CCXX : The Book of the Law. Hrsg. von Louis Wilkinson und Hymenaeus Beta. New Falcon Publications 1998, ISBN 1-56184-090-4.

deutsch
- Das Buch des Gesetzes. Sub figura CCXX wie es gegeben ward von XCIII= 418 an DCLXVI = Liber AL vel legis. Übersetzt von Philip. 4. Aufl. Sphinx, Basel 1993, ISBN 3-85914-140-6.
- Liber AL vel Legis = Das Buch des Gesetzes. Hrsg. von Michael D. Eschner. 3. Aufl., völlig neu überarbeitet. Stein der Weisen / Bohmeier, Bergen a.d. Dumme 1987, ISBN 3-89094-084-6.
- Eo ipso – der Weg! Die neue Sprache des Liber AL vel Legis. Übersetzung von Fra. Lavaxa. Bohmeier, Soltendieck ca. 1994, ISBN 3-89094-293-8.
- Das Buch des Gesetzes. Liber AL vel Legis. Übersetzt von Ralf Löffler und Gitta Peyn. 2., unveränderte Aufl. Phänomen-Verlag Gitta Peyn, Lüchow 2001, ISBN 3-933321-00-X.
- Liber AL vel Legis. Übersetzt von Claas Hoffmann. Phänomen-Verlag, Hamburg 2011, ISBN 978-3-933321-48-0.